# The Grace Card
The Grace Card es una película cristiana de drama del 2010, dirigida por David G. Evans. El film gira en torno a la temática del perdón, pero también incluye los temas de racismo, y la reconciliación familiar. Tiene la intención de ilustrar la oportunidad que tienen las personas de reconstruir las relaciones y llegar a conocer el perdón mediante la gracia de Dios.
La película está protagonizada por Louis Gossett, Jr., Michael Higgenbottom y Michael Joiner.
Fue lanzada el 25 de febrero de 2011 en 363 salas de cine, recaudando $1,010,299 en el primer fin de semana.